# Неділько Віталій Михайлович
Віталій Михайлович Неділько (нар. 21 серпня 1982 року в смт. Сахновщина) — український футболіст, воротар луцької «Волині».

## Біографія
Перший тренер — Петро Волошин. По закінченню школи вступив до педінституту в місті Слов'янськ.
У 2002 році грав за слов'янський «Словхліб» у аматорському чемпіонаті України. У 2003 році став гравцем луцької «Волині». У Вищій лізі дебютував 24 травня 2003 року в матчі проти запорізького «Металурга» (0:2) і пропустив в тій зустрічі два м'ячі. В 2003 році і в 2004 році грав у Другій лізі чемпіонату України за «Ковель-Волинь-2» і млинівську «Ікву». 
У листопаді 2006 року перейшов у сімферопольську «Таврію», так як воротар кримчан Микола Медін отримав травму. Однак у складі «Таврії» Неділько не зіграв і покинув розташування клубу через місяць.
Після перебування в Сімферополі Віталій повернувся у «Волинь». У сезоні 2009/10 разом з командою завоював путівку у Прем'єр-лігу України, ставши срібним призером Першої ліги. 9 вересня 2011 року в матчі першого туру чемпіонату України 2011/12 проти криворізького «Кривбасу» Неділько пропустив курйозний гол. Захисник «Волині» Андрій Грінченко з центру поля віддав пас на Неділька, проте Віталій пропустив м'яч поміж ніг. Цей гол дозволив «Кривбасу» перемогти з мінімальним рахунком (1:0).

## Досягнення
- Срібний призер Першої ліги України (1): 2009/10